# 風の刑事・東京発!
『風の刑事・東京発!』（かぜのけいじ とうきょうはつ!）は、1995年10月18日から1996年3月20日まで、テレビ朝日系列で毎週水曜21:00 - 21:54（JST）に全20話が放送された、テレビ朝日・東映制作の連続テレビドラマ。
1988年から1995年まで、水曜21時台にて放送されていた『さすらい刑事旅情編』シリーズに続き、東京駅の鉄道警察隊が活躍する刑事ドラマとして制作された作品で、新たに『あぶない刑事』以来の刑事役となる柴田恭兵が主演を務めている。舞台となる警視庁鉄道警察隊東京駅分室は、『さすらい刑事』シリーズの東京丸の内分駐所と同じようなセットではあるが、机の配置や出入り口の位置は本作品独自のものとされている。
同時間帯における鉄道警察隊を題材としたドラマ、並びにフィルム撮影による制作体制は本作品が最後となり、VTR撮影に移行した『はぐれ刑事純情派』第9シリーズを挟んで、本作品と同じく柴田恭兵が主演を務める『はみだし刑事情熱系』シリーズがスタートした。
後述の通り、再放送はCS局を中心に不定期に行われている一方、映像ソフト化については長らく実現せずにいたが、放送から30年近くを経た2024年9月11日に、初のソフト化となる「風の刑事・東京発! コレクターズDVD」が発売されることがアナウンスされている（DSZS10303、発売元：ベストフィールド・販売元：東映ビデオ）。

## キャスト
風間 大輔
演 - 柴田恭兵
階級は警部補。第1話にて警視庁本部捜査一課から鉄道警察隊に転任。転任理由は犯罪の多様化に対処するための増員であるが、かつて薫陶を受けた岩下巡査長と一緒に仕事をしたいために自ら志願したという経緯を持つ。しかし岩下は赴任早々に殉職、これが風間にとって鉄道警察隊としての最初の事件となった。常に冷静かつユーモアとウィットに富んだ二枚目然とした佇まいだが、5年前に妻と死別した過去を持ち、現在は父親と同居している。鉄道愛好家でもある。
沖田 拓郎
演 - 岡本健一
階級は巡査。分室では最若手。斜に構えた皮肉屋で、赴任間もない大輔の捜査スタイルに反発することも多かったが、コンビを組む中で互いに少しずつ理解を深めていく。牛乳を常飲している。
松本 敬三
演 - 中野英雄
階級は巡査長。忍耐力に欠け、禁煙を続けられなかったり捜査対象から目を離してしまう一面も。妻帯者であり、極度の恐妻家。結婚式では田島が仲人を務めた。
藤村 真奈美
演 - 大寶智子
巡査。明朗快活で子供っぽい仕草が多い。
神高 直子
演 - 萬田久子
東京駅の職員向け診療所「丸の内ステイション医務室」に勤務する医師。刑事たちが捜査に行き詰まった際には医療者としての立場から様々なアドバイスを行う。茶道を嗜む。
菅原 和夫
演 - 渡辺哲
巡査部長。強面の風貌のためか、劇中、身辺警護中の子供に接しようとしたところ、保育士に不審人物と間違えられることがあった。
三輪 伸介
演 - 唐木淳
巡査。菅原とコンビを組み、警察学校を首席で卒業した秀才肌の刑事。頭脳明晰だが現場での活躍は苦手。
田島 善造
演 - 柄本明
警部補。鉄道警察隊東京駅分室の主任。窓際族と揶揄されているが、ベテランならではの鋭敏な洞察力を持ち、独断専行の多い大輔の行動に頭を痛めつつも彼を信頼している。分室を抜けて診療所に入り浸る事が多く、精神安定剤をもらいに来るというのが表向きの理由だが、神高に会いに来ている。
風間 良輔
演 - 西村晃（病気のため第9回を最後に途中降板。降板後も設定は旅行中になっているためか、クレジットは最終回まで。）
大輔の父。息子とは同居しているが、釣りなどの道楽で突然行先を告げずに自宅を空ける事が多い。息子が行く先々で死体に遭遇する事を気にしている。元商社マンで海外勤務が長く、若い女性に目がない。
小田 陽子
演 - 八木沢れいな
事務官。職務はそつなくこなす一方、田島や先輩刑事に対してガサツな態度を取ることが多い。
ナレーション
声 - 小林研二

## スタッフ
脚本・演出陣は、『さすらい刑事旅情編』から続投の面々が中心となった一方、『あぶない刑事』をはじめ柴田恭兵出演作品を多数手掛け、テレ朝水曜21時台の刑事ドラマ枠では『ベイシティ刑事』以来の参加となる、柏原寛司が第1話の脚本を執筆。他に日テレ・東宝テレビ部作品を中心に活動していた古内一成、監督ではやはり映画『べっぴんの町』やコンサートビデオの演出などで柴田と縁の深い原隆仁が新たに同枠へ参加している。音楽は『さすらい刑事』から京田誠一が続投しており、同シリーズからもBGMが一部流用されている。
- プロデューサー - 藤原英一（テレビ朝日）、武居勝彦（東映）
- 音楽 - 京田誠一
- 主題歌 - 「魂を抱いてくれ」（ポリドール）
  - 作詞 - 松本隆 / 作曲 - 氷室京介 / 編曲 - 佐橋佳幸 / 歌 - 氷室京介
- 音楽監督 - 兼松光
- 音楽協力 - テレビ朝日ミュージック
- 撮影 - 緒方博、内田正司
- 録音 - 織本道雄、長井幹夫
- 照明 - 竹田勝三、中川勇雄、高橋弘
- 美術 - 井上明、秋森直美、筒井増男
- 編集 - 伊吹勝雄、成島一城
- ネガ編集 - 田所美知男
- 記録 - 栗原節子、高山秀子
- 助監督 - 息邦夫、道木広志
- 擬斗 - 國井正廣
- 選曲 - 石川孝
- 効果 - 阿部作二（大泉音映）
- 美粧 - サン・メイク
- 衣裳 - 東京衣裳
- 装置 - 東映美術センター、紀和美建
- プロデューサー補 - 須藤泰司（東映）
- 撮影協力 - JR東日本
- 制作 - テレビ朝日、東映

## ネット局
系列は放送当時のもの。
| 放送対象地域  | 放送局           | 系列                                         | ネット形態 |
| ------------- | ---------------- | -------------------------------------------- | ---------- |
| 関東広域圏    | テレビ朝日       | テレビ朝日系列                               | 制作局     |
| 北海道        | 北海道テレビ     | テレビ朝日系列                               | 同時ネット |
| 青森県        | 青森朝日放送     | テレビ朝日系列                               | 同時ネット |
| 岩手県        | IBC岩手放送      | TBS系列                                      | 遅れネット |
| 宮城県        | 東日本放送       | テレビ朝日系列                               | 同時ネット |
| 秋田県        | 秋田朝日放送     | テレビ朝日系列                               | 同時ネット |
| 山形県        | 山形テレビ       | テレビ朝日系列                               | 同時ネット |
| 福島県        | 福島放送         | テレビ朝日系列                               | 同時ネット |
| 山梨県        | テレビ山梨       | TBS系列                                      | 遅れネット |
| 新潟県        | 新潟テレビ21     | テレビ朝日系列                               | 同時ネット |
| 長野県        | 長野朝日放送     | テレビ朝日系列                               | 同時ネット |
| 静岡県        | 静岡朝日テレビ   | テレビ朝日系列                               | 同時ネット |
| 富山県        | 北日本放送       | 日本テレビ系列                               | 遅れネット |
| 石川県        | 北陸朝日放送     | テレビ朝日系列                               | 同時ネット |
| 福井県        | 福井放送         | 日本テレビ系列 テレビ朝日系列                | 遅れネット |
| 中京広域圏    | 名古屋テレビ     | テレビ朝日系列                               | 同時ネット |
| 近畿広域圏    | 朝日放送         | テレビ朝日系列                               | 同時ネット |
| 島根県 鳥取県 | 山陰中央テレビ   | フジテレビ系列                               | 遅れネット |
| 広島県        | 広島ホームテレビ | テレビ朝日系列                               | 同時ネット |
| 山口県        | 山口朝日放送     | テレビ朝日系列                               | 同時ネット |
| 香川県 岡山県 | 瀬戸内海放送     | テレビ朝日系列                               | 同時ネット |
| 愛媛県        | 愛媛朝日テレビ   | テレビ朝日系列                               | 同時ネット |
| 高知県        | テレビ高知       | TBS系列                                      | 遅れネット |
| 徳島県        | 四国放送         | 日本テレビ系列                               | 遅れネット |
| 福岡県        | 九州朝日放送     | テレビ朝日系列                               | 同時ネット |
| 長崎県        | 長崎文化放送     | テレビ朝日系列                               | 同時ネット |
| 熊本県        | 熊本朝日放送     | テレビ朝日系列                               | 同時ネット |
| 大分県        | 大分朝日放送     | テレビ朝日系列                               | 同時ネット |
| 宮崎県        | テレビ宮崎       | フジテレビ系列 日本テレビ系列 テレビ朝日系列 | 遅れネット |
| 鹿児島県      | 鹿児島放送       | テレビ朝日系列                               | 同時ネット |
| 沖縄県        | 琉球朝日放送     | テレビ朝日系列                               | 同時ネット |

## 放送日程
| 放送回                                                         | 放送日          | サブタイトル                                       | ゲスト | 脚本              | 監督     | 視聴率 |
| -------------------------------------------------------------- | --------------- | -------------------------------------------------- | --- | ----------------- | -------- | ------ |
| 1                                                              | 1995年 10月18日 | 風間大輔、 東京駅に着任す・函館行き！ 誘拐旅行の女 | 真山緑：池上季実子、篠田夏子：桂木文、原口宏明：中西良太、真山清隆：田中隆三、 真山ゆかり：坂本衣里、辻浦慎二：伊藤洋三郎、岩下敬一郎：山谷初男、松山鷹志                       | 柏原寛司 日暮裕一 | 黒沢直輔 | 13.0%  |
| 2                                                              | 10月25日        | 失われた記憶！幻の駅に立つ女                       | 菅井きん、吉沢梨絵、伊藤昌一 | 日暮裕一          | 天野利彦 | 7.1%   |
| 3                                                              | 11月01日        | 那須高原行き！夫を交換した女                       | 片岡弘貴、金久美子、宮田早苗、垂水悟郎 | 柏原寛司          | 原隆仁   | 11.1%  |
| 4                                                              | 11月08日        | 誤認捜査!? 証言を拒む女                            | 西牟田恵、中島陽典、春木みさよ、早川純一 | 奥村俊雄          | 原隆仁   | 10.2%  |
| 5                                                              | 11月15日        | 完全犯罪の女!? 記念写真の謎                        | 石原良純、星遙子 | 柏原寛司          | 原隆仁   | 9.9%   |
| 6                                                              | 11月22日        | 会津行き！マンションを買う女                       | 未來貴子、草見潤平、三沢明美 | 金子裕            | 天野利彦 | 12.7%  |
| 7                                                              | 11月29日        | 南紀白浜行き！女優の犯罪                           | 夏樹陽子、大杉漣、光石研 | 日暮裕一          | 原隆仁   | 11.4%  |
| 8                                                              | 12月06日        | 20年目の再会！名前のない男                         | 沼田爆、吉村実子、筒井真理子 | 古内一成          | 天野利彦 | 13.6%  |
| 9                                                              | 12月13日        | 越後湯沢行き！刑事をゆする女                       | 小林昭二、本田理沙、丹羽貞仁、麻里万里 | 日暮裕一          | 村川透   | 11.4%  |
| 10                                                             | 12月20日        | 嫉妬殺人の女!? 美人OLの危機                        | 羽野晶紀、増田由紀夫、清水冠助、藤本喜久子 | 篠崎好            | 天野利彦 | 10.6%  |
| 11                                                             | 1996年 01月10日 | 特急あさま高原に消えた恋人                         | 若林志穂、草薙仁、石橋けい、谷本一、海一生、正城慎太郎 | 小木曽豊斗        | 村川透   | 8.8%   |
| 12                                                             | 1月17日         | 不倫殺人!? 風間刑事を愛した女                      | 増田恵子、三田村賢二、久松信美、斉藤さくら | 奥村俊雄          | 天野利彦 | 11.2%  |
| 13                                                             | 1月24日         | 殺意のグリーン個室罠に落ちた男                     | 羽場裕一、福家美峰、三浦賢二、和田周 | 金子裕            | 原隆仁   | 10.1%  |
| 14                                                             | 1月31日         | 北九州行き！結婚サギ師の女                         | 杜けあき、須部浩美、谷川清美、藤咲舞、 樋渡真司、中井信之 | 奥村俊雄          | 天野利彦 | 9.6%   |
| 15                                                             | 2月07日         | 終着駅行き！片道切符を買う男                       | 小野武彦、佐野アツ子、マキノ佐代子 | 藤井邦夫          | 原隆仁   | 9.6%   |
| 16                                                             | 2月21日         | 美人女医の秘密還らぬ恋人                           | 原久美子、川上たけし、海津亮介 | 篠崎好            | 天野利彦 | 8.3%   |
| 17                                                             | 2月28日         | 醜聞を恐れる男妻の犯罪!?                           | 可愛かずみ、宮崎達也、信太昌之、斉藤暁 | 古内一成          | 天野利彦 | 8.4%   |
| 18                                                             | 3月06日         | 相続税で躓いた女！父の形見                         | 久野真紀子、伊藤俊人、速水典子、城山美佳子、 渡辺成紀 | 石原武龍          | 村川透   | 9.0%   |
| 19                                                             | 3月13日         | 狙われた新婚旅行！裏金作りの女                     | 本田博太郎、江角英明、坂本あきら、中丸新将、 春井ユカ | 日暮裕一          | 村川透   | 10.0%  |
| 20                                                             | 3月20日         | 消えた共犯者!? 故郷を探す女                        | 菅野紀子：森川由加里、吉井太郎：遠藤憲一、菊地刑事：山口粧太、矢沢和男：木村栄、松下昭夫：新井一典 棚橋ナッツ、道又隆成、栗原直樹、小俣賢治、大竹由子、三崎光大、東映アカデミー | 日暮裕一          | 黒沢直輔 | 13.2%  |
| 平均視聴率 10.5%（視聴率はビデオリサーチ調べ、関東地区・世帯） |                 |                                                    | |                   |          |        |

## CS放送
2024年6月現在までに、以下の専門局にて再放送が行われた。
- AXN/アクションTV（2000年）
- ホームドラマチャンネル（2009年10月5日 - 2010年2月15日（毎週月曜13:05 - 14:00／再放送：毎週水曜18:00 - 19:00、毎週月曜4:00 - 5:00））
- ファミリー劇場（2014年11月22日 - （毎週土曜15:00 - 16:00／再放送：毎週日曜6:00 - 8:00））
- 東映チャンネル（2023年4月5日 - （毎週水曜15:00 - 17:00／再放送：毎週水曜9:00 - 11:00）)